# Entrada de las Vacas de Tibi
La Entrada de las Vacas de Tibi es un festejo popular que se celebra en la localidad de Tibi (Alicante) del 21 al 25 de julio en honor a la Santa María de Magdalena, patrona de la localidad.

## Origen de las fiestas
Las capeas de Tibi está considerada como una de las más antiguas de España, su celebración se con motivo de la festividad local de Santa María de Magdalena.
En sus comienzos se realizaba con motivo de la trashumancia del ganado bravo, posteriormente fue cogiendo más interés por parte de la población y con el tiempo y tras la desaparición de la trashumancia se comenzó a festejar para el disfrute de los jóvenes del pueblo, desde entonces se sueltan vacas por las calles y en la plaza mayor de la localidad adaptándose con el tiempo a la seguridad del recorrido poniendo vayas de hierro por las calles que pasan las vacas.

## Descripción del festejo
Las capeas de Tibi es una de las más antigua de España, consiste en la suelta de vacas por las calles del pueblo, las cuales corren los jóvenes de la localidad y de otros municipios.
Este festejo se desarrolla entre el 21 y 25 de junio, en honor a Santa María de Magdalena, aparte de esta fecha también se sueltan vacas el día 20 de enero con motivo de las fiestas patronales.
La actividad principal que se desarrolla es la suelta de vacas, durante todos los días se sueltan vacas por las calles del pueblo por la mañana, tarde y noche, el día 20 se realiza una capea infantil, soltando vacas más pequeña para los niños.
Aparte de la suelta de vacas también se realizan otro tipo de actividad como fuegos artificiales, conciertos, diversos concursos...

## Reconocimientos
En 2011 fue declarada cono fiesta de interés turístico local de la Comunidad Valenciana.